# Christhard
Christhard ist ein männlicher Vorname.

## Bekannte Namensträger
- Christhard Gössling (* 1957), deutscher Posaunist
- Christhard Läpple (* 1958), deutscher Fernsehjournalist
- Christhard Lück (* 1967), deutscher evangelischer Theologe
- Christhard Mahrenholz (1900–1980), deutscher evangelisch-lutherischer Pfarrer
- Hans Christhard Mahrenholz (1928–2022), deutscher Verwaltungsjurist
- Christhard-Georg Neubert (* 1950), deutscher evangelischer Theologe
- Christhard Schrenk (* 1958), deutscher Historiker
- Christhard Wagner (* 1955), deutscher evangelischer Theologe